# Ulrique de Passau
Ulrique de Passau (c. 1051 - 20 ou 24 de fevereiro de 1099) foi um nobre da Baviera, conde de Passau da casa senhorial de Ingersoll-Diepold Rapotonen.
De 1078 até sua morte em 1099, governou o  castelo condado Passau. Foi considerado um dos homens mais ricos de seu tempo, razão pela qual ele foi chamado de "o rico". Ulrique teve o couto senhorial de Finningen, de Isengau, e Passau. Além destes senhorios foi detentor da justiça nos territórios do Mosteiro de Osterhofen, do mosteiro de Asbach, e da Abadia Agostiniana de São Nicholas de Passau.

## Relações familiares
Foi filho de Rapotos IV de Passau, senhor de Passau e casado com Adelaide de Megling Frontenhausen, de quem teve:
1. Uta de Passau (c. 1085 - 9 de fevereiro de 1150), casada com Engelberto II de Sponheim (1100 - Abadia de Seeon 13 de abril de 1141), duque da Caríntia, marquês da Ístria, conde de Kraiburg-Marquartstein.

## Bibliografa
- Richard Loibl: O reinado dos Condes de espaço Vornbach e seus sucessores  ( Atlas Histórico da Baviera, os bávaros II Série, n º 5 ), Munique 1997, pp 149-164
- Ludwig Veit: Passau. O alto-pin ( Atlas Histórico da Baviera, Baviera, na I Série, n º 35 ), Munique 1978 digitalizada
- Gertrude Diepolder: Alta e Baixa Baviera Baviera senhores nobres Wittelsbach no estado territorial dos 13 - 15 Century , publicado em: Jornal da Baviera História , Volume 25, 1962, 33-70